# Francisco de Montejo
Francisco de Montejo, né vers 1479 et mort vers 1548, est un conquistador espagnol qui se joint à Hernàn Cortés dans la conquête du Mexique.

## Biographie
Francisco de Montejo servit à Cuba sous Diego Velásquez, puis commanda un navire dans l'expédition de Juan de Grijalva (1518), et joint Hernán Cortés dans la conquête du Mexique (1519-1520). Le 22 avril 1519, il accoste avec ce dernier sur la plage de Chalchihuecan au Mexique et participe à la fondation de Veracruz. Cortés l'enverra faire un rapport à la cour d'Espagne en juillet 1519 et y porter les trésors découverts au Mexique.
Montejo fut commissionné pour conquérir le Yucatán aux Mayas, mais il échoua dans sa tentative (1527-1528) à prendre la péninsule depuis l'est. Il revint au Mexique, prit Tabasco (1530), puis conduisit (1531-1532) une campagne depuis l'ouest. Au départ, partiellement avec succès, il rencontra une résistance maya croissante, et ses hommes, épuisés et ne trouvant aucun butin, firent désertion.

## Francisco de Montejo «el Mozo», son fils
Son fils, aussi nommé Francisco de Montejo, dit « el Mozo » (« le jeune »), conquit le Yucatán et fonda les villes de Campeche et Mérida en 1542.